# Ronde van Italië 2013/Dertiende etappe
De 13e etappe van de Ronde van Italië 2013 werd op 17 mei gereden. Het ging om een vlakke rit over 254 kilometer van Busseto naar Cherasco. Het was de langste rit van deze Ronde van Italië. Na de langste rit van de ronde van Italië 2013 pakte de Brit Mark Cavendish zijn vierde dagzege. De Italiaan Vincenzo Nibali bleef aan de leiding in het algemeen klassement. Ryder Hesjedal (Canada) en Bradley Wiggins (Verenigd Koninkrijk), twee concurrenten van Nibali, stapte niet meer op de fiets in de dertiende etappe.

## Verloop
De dertiende etappe in de Ronde van Italië 2013 bracht het peloton naar Cherasco. Niet iedereen ging naar Cherasco want de Britse topfavoriet Bradley Wiggins, Canadese titelverdiger Ryder Hesjedal en Franse topsprinter Nacer Bouhanni begonnen niet aan de langste etappe van deze Giro. Een groep van zeven man ging in de aanval op het lange, maar vlakke parcours. De laatste van zeven werd op dertien kilometer voor de streep ingehaald door het peloton en vervolgens ging de Italiaan Giampaolo Caruso er alleen vandoor. Ook hij werd door het peloton teruggepakt op anderhalve kilometer van de streep. Het was vervolgens de Brit Mark Cavendish die de snelste was in een massasprint. Het was zijn vierde overwinning van de Ronde van Italië 2013. De Italiaan Giacomo Nizzolo kwam nog dicht bij Cavendish en eindigde op de tweede plek. De Sloveen Luka Mezgec ging als derde over de streep.
In het algemeen klassement behoudt de Italiaan Vincenzo Nibali de leiding. Er verandert niet veel in het algemeen klassement. Derhalve staat ook de Australiër Cadel Evans nog op de tweede plek met een achterstand van 41 seconden. Op de derde plek staat de Colombiaan Rigoberto Urán met een achterstand van twee minuten en vier seconden. Op de vierde plek met acht seconden achter Urán staat de beste Nederlander, Robert Gesink. De beste Belg is Francis De Greef op een drieëntwintigste plaats met een achterstand van twaalf minuten en twee seconden.
De Brit Mark Cavendish verstevigt door zijn overwinning zijn leidende positie in het puntenklassement. In het bergklassement gebeurt door het ontbreken van grote bergen ook weinig. De Italiaan Stefano Pirazzi gaat hier nog altijd aan de leiding. De Pool Rafał Majka heeft nog steeds de leiding in het jongerenklassement en de Britse Sky ProCycling ploeg heeft ook nog steeds de leiding in het ploegenklassement.

## Uitslag
| Busseto - Cherasco (254 km) |                      |                             |          |
| Plaats                      | Naam                 | Ploeg                       | Tijd     |
| Winnaar                     | Mark Cavendish       | Omega Pharma-Quickstep      | 6u09'55" |
| 2                           | Giacomo Nizzolo      | RadioShack-Leopard          | z.t.     |
| 3                           | Luka Mezgec          | Argos-Shimano               | z.t.     |
| 4                           | Brett Lancaster      | Orica-GreenEdge             | z.t.     |
| 5                           | Elia Viviani         | Cannondale Pro Cycling Team | z.t.     |
| 6                           | Manuel Belletti      | AG2R-La Mondiale            | z.t.     |
| 7                           | Daniele Bennati      | Team Saxo-Tinkoff           | z.t.     |
| 8                           | Filippo Pozzato      | Lampre-Merida               | z.t.     |
| 9                           | Anthony Roux         | FDJ                         | z.t.     |
| 10                          | Miguel Ángel Rubiano | Androni Giocattoli          | z.t.     |
|                             |                      |                             |          |
| 28                          | Robert Gesink        | Blanco Pro Cycling          | z.t.     |
| 29                          | Gert Dockx           | Lotto-Belisol               | z.t.     |

## Klassementen
| Algemeen klassement |                    |                           |           |
| Plaats              | Naam               | Ploeg                     | Tijd      |
| Roze trui           | Vincenzo Nibali    | Astana Pro Team           | 52u38'09" |
| 2                   | Cadel Evans        | BMC Racing Team           | + 41"     |
| 3                   | Rigoberto Urán     | Sky ProCycling            | + 2'04"   |
| 4                   | Robert Gesink      | Blanco Pro Cycling        | + 2'12"   |
| 5                   | Michele Scarponi   | Lampre-Merida             | + 2'13"   |
| 6                   | Mauro Santambrogio | Vini Fantini-Selle Italia | + 2'55"   |
| 7                   | Przemysław Niemiec | Lampre-Merida             | + 3'35"   |
| 8                   | Beñat Intxausti    | Team Movistar             | + 4'05"   |
| 9                   | Domenico Pozzovivo | AG2R-La Mondiale          | + 4'17"   |
| 10                  | Rafał Majka        | Team Saxo-Tinkoff         | + 4'21"   |
|                     |                    |                           |           |
| 23                  | Francis De Greef   | Omega Pharma-Quickstep    | + 12'02"  |

| Puntenklassement |                |                             |        |
| Plaats           | Naam           | Ploeg                       | Punten |
| Rode trui        | Mark Cavendish | Omega Pharma-Quickstep      | 108    |
| 2                | Cadel Evans    | BMC Racing Team             | 73     |
| 3                | Elia Viviani   | Cannondale Pro Cycling Team | 72     |
|                  |                |                             |        |
| 30               | Pim Ligthart   | Vacansoleil-DCM             | 22     |
| 33               | Bert De Backer | Argos-Shimano               | 20     |

| Bergklassment |                   |                           |        |
| Plaats        | Naam              | Ploeg                     | Punten |
| Blauwe trui   | Stefano Pirazzi   | Bardiani Valvole-CSF Inox | 46     |
| 2             | Jackson Rodriguez | Androni Giocattoli        | 26     |
| 3             | Robinson Chalapud | Colombia                  | 23     |
|               |                   |                           |        |
| 11            | Willem Wauters    | Vacansoleil-DCM           | 9      |
| 28            | Pim Ligthart      | Vacansoleil-DCM           | 3      |

| Jongerenklassement |                         |                    |           |
| Plaats             | Naam                    | Ploeg              | Tijd      |
| Witte trui         | Rafał Majka             | Team Saxo-Tinkoff  | 46u32'35" |
| 2                  | Carlos Alberto Betancur | AG2R-La Mondiale   | + 1'05"   |
| 3                  | Wilco Kelderman         | Blanco Pro Cycling | + 4'34"   |
|                    |                         |                    |           |
| 8                  | Jens Keukeleire         | Orica-GreenEdge    | + 43'11"  |

| Ploegenklassement |                    |           |
| Plaats            | Ploeg              | Tijd      |
|                   | Sky ProCycling     | 157u1928" |
| 2                 | Blanco Pro Cycling | + 2'22"   |
| 3                 | Lampre-Merida      | + 9'54"   |

## Uitvallers
- De Brit Bradley Wiggins (Sky ProCycling) is niet gestart wegens een infectie in de borststreek.[1]
- De Canadees Ryder Hesjedal (Team Garmin-Sharp) is niet gestart door ziekte (wat precies is nog onbekend)[1]
- De Fransman Nacer Bouhanni (FDJ) is niet gestart.[2]

1e etappe ·
2e etappe ·
3e etappe ·
4e etappe ·
5e etappe ·
6e etappe ·
7e etappe ·
8e etappe ·
9e etappe ·
10e etappe ·
11e etappe ·
12e etappe ·
13e etappe ·
14e etappe ·
15e etappe ·
16e etappe ·
17e etappe ·
18e etappe ·
19e etappe ·
20e etappe ·
21e etappe
Startlijst · Eindstanden · Afbeeldingen